# Huljajpolský rajón
Huljajpolský rajón (ukrajinsky Гуляйпільський район) byl rajón v Záporožské oblasti na Ukrajině. Hlavním městem bylo Huljajpole a rajón měl přibližně 25 tisíc obyvatel. 

## Sídla v rajónu
- Huljajpole
- Zaliznyčne